# Damian Le Bas
Damian Le Bas (30 janvier 1963, Sheffield - 9 décembre 2017, Worthing) est un artiste britannique associé au mouvement Art Brut, ainsi qu'un des principaux représentants de la « Révolution Roma » dans l'art.

## Biographie
Le Bas est d'origine rom. Il est étudiant du Royal College of Art.
Il vit et travaille avec son épouse, l'artiste rom Delaine Le Bas, dans le Sussex de l'Ouest. Il est le père de l'écrivain Damian Le Bas.

## Collections
Depuis 1987, plusieurs pièces de Le Bas sont conservées dans la collection d'œuvres d'artistes Art brut clés Musgrave-Kinley, administrée par Monika Kinley, jusqu'à sa mort en 2014. Ses travaux les plus récents se retrouvent, entre autres, dans les collections du Perpetuum Mobile.

## Expositions
Le Bas a fréquemment exposé au Royaume-Uni et en Allemagne, et ses œuvres ont été présentées au Moderna Museet en Suède, au Japon, en France, en Finlande et aux États-Unis. Il était bien connu dans les cercles de l'Art Brut et a été exposé dans le cadre d'une grande exposition d'Art brut au Malmö Konsthall en 1991. Il a participé à la Biennale de Prague 3.
Dans ses dernières années, le thème des gitans voyageurs est devenu récurrent dans son travail. Le Bas a été invité à participer au 1er Pavillon Rom à la Biennale de Venise en 2007. Il est devenu par la suite l'instigateur du Perpetual Romani-Gypsy Pavilion à Venise en 2009 et le co-initiateur du 4e Pavillon Rom qui a eu lieu à Berlin en 2013.